# Klaus Hoppe (Ingenieur)
Klaus Hoppe (* 13. Februar 1938 in Teltow; † 25. März 2006) war ein deutscher Ingenieur.

## Leben
Klaus Hoppe studierte Chemisches Apparatewesen in Magdeburg, wo er 1962 sein Diplom erlangte und 1966 zum Dr.-Ing. promovierte. Nach der Promotion arbeitete er bei Germania Chemnitz im Bereich Forschung und Entwicklung. Ab Ende der 1970er-Jahre bis 1990 war er für das Chemieanlagenbaukombinat Leipzig-Grimma tätig. Nach der Wende machte Hoppe sich als beratender Ingenieur für Anlagenbau und Verfahrenstechnik selbständig. 1993 wurde er Präsident der Ingenieurkammer Sachsen-Anhalt, 1998 Vizepräsident der Bundesingenieurkammer. Im Jahr 1999 wurde Hoppe zum Sprecher des Ingenieurrats Sachsen-Anhalt, einem Zusammenschluss von  13 Ingenieurorganisationen, gewählt. Er hielt über 100 Patente.
Hoppe wurde Gründungsvorsitzender der VDI-Bezirksgruppe Magdeburg und war unter anderem als Vorsitzender des Beirats der VDI-Bezirksvereine von 1999 bis 2003 auch Mitglied des Präsidiums des VDI. Er saß auch in den Jahren 1991 bis 2000 dem VDI-Bezirksverein Magdeburg vor.
Hoppe starb im März 2006 plötzlich und unerwartet infolge eines Herzversagens. Er wurde auf dem Magdeburger Westfriedhof beigesetzt.

## Ehrungen und Auszeichnungen
- Ehrenurkunde und der Ehrenmedaille der IHK Magdeburg
- Große Goldene Ehrennadel der Ingenieurkammer Sachsen-Anhalt
- 1995: Ehrenzeichen des VDI
- 1995: Gruson-Ehrenplakette des VDI[4][5]
- 2000: Honorarprofessur der Otto-von-Guericke-Universität Magdeburg[2]
- 2000: Bundesverdienstkreuz am Bande der Bundesrepublik Deutschland[2]
- 2005: VDI-Ehrenmitgliedschaft
- 2005: „Wirtschaftsförderer des Jahres“ im Rahmen des Wettbewerbs „Großer Preis des Mittelstandes 2005“[3]